# Diplosoma multipapillata
Diplosoma multipapillata is een zakpijpensoort uit de familie van de Didemnidae. De wetenschappelijke naam van de soort is voor het eerst geldig gepubliceerd in 1980 door Kott.